# میخائیل گلدشتاین
میخائیل گلدشتاین (روسی: Михаил Эммануилович Гольдштейн؛ ۸ نوامبر ۱۹۱۷ – ۷ سپتامبر ۱۹۸۹) آهنگساز، رهبر (موسیقی)، و استاد دانشگاه اهل اتحاد جماهیر شوروی سوسیالیستی بود.